# Yataity del Guairá
Yataity del Guairá é uma cidade e distrito do Paraguai, departamento de Guairá.

## Transporte
O município de Yataity  del Guairá é servido pelas seguintes rodovias:
- Caminho em terra ligando a cidade ao município de Félix Pérez Cardozo
- Ruta 08, que liga a cidade de San Estanislao ((Departamento de San Pedro) ao município de Coronel Bogado (Departamento de Itapúa).[2][3][4]